# PFU BlueCats 2018-2019
Questa voce raccoglie le informazioni riguardanti le PFU BlueCats nella stagione 2018-2019.

## Organigramma societario
Area direttiva
- Presidente: Toru Fujita

Area tecnica
- Allenatore: Yōichi Katō
- Assistente allenatore: Kentaro Kaneko, Yuji Funakoshi
- Allenatore: Hiroyuki Watanabe, Keiko Yamamoto

## Rosa
| N° | Nome              | Ruolo | Data di nascita   | Nazionalità sportiva |
| -- | ----------------- | ----- | ----------------- | -------------------- |
| 1  | Hinano Arita      | C     | 28 ottobre 1998   | Giappone             |
| 2  | Jennifer Doris    | C     | 3 novembre 1988   | Stati Uniti          |
| 3  | Haruka Yoshiyashu | L     | 1º novembre 1991  | Giappone             |
| 4  | Saori Uda         | S     | 16 gennaio 1993   | Giappone             |
| 5  | Yukiko Ebata      | S     | 7 novembre 1989   | Giappone             |
| 6  | Kasumi Murakami   | C     | 14 marzo 1994     | Giappone             |
| 7  | Nanami Tani       | L     | 3 giugno 1996     | Giappone             |
| 8  | Satoe Mitsuhashi  | S     | 27 settembre 1989 | Giappone             |
| 9  | Rina Sho          | P     | 17 luglio 1990    | Giappone             |
| 10 | Aimi Akiyami      | P     | 17 marzo 1995     | Giappone             |
| 11 | Ayaka Horiguchi   | S     | 27 luglio 1994    | Giappone             |
| 12 | Mai Shimizu       | C     | 20 ottobre 1992   | Giappone             |
| 13 | Nao Tsuga         | S     | 11 luglio 1993    | Giappone             |
| 14 | Naoko Shimahata   | P     | 10 aprile 1993    | Giappone             |
| 15 | Saya Matsushita   | C     | 14 settembre 1996 | Giappone             |
| 16 | Minori Wada       | L     | 21 febbraio 1996  | Giappone             |
| 17 | Minami Takasou    | S     | 8 agosto 1996     | Giappone             |
| 18 | Haruka Yamashita  | P     | 14 ottobre 1996   | Giappone             |
| 19 | Chatchu-on Moksri | S     | 6 novembre 1999   | Thailandia           |

## Statistiche

### Statistiche dei giocatori
| Giocatrice    | V.League Division 1 | V.League Division 1 | V.League Division 1 | V.League Division 1 | V.League Division 1 |
| Giocatrice    | P                   | PT                  | AV                  | MV                  | BV                  |
| ------------- | ------------------- | ------------------- | ------------------- | ------------------- | ------------------- |
| A. Akiyami    | 24                  | 202                 | 177                 | 16                  | 9                   |
| H. Arita      | 9                   | 2                   | 0                   | 0                   | 2                   |
| J. Doris      | 23                  | 265                 | 210                 | 51                  | 4                   |
| Y. Ebata      | 16                  | 182                 | 172                 | 8                   | 2                   |
| A. Horiguchi  | 24                  | 139                 | 126                 | 9                   | 6                   |
| S. Matsushita | 3                   | 0                   | 0                   | 0                   | 0                   |
| S. Mitsuhashi | 7                   | 1                   | 1                   | 0                   | 0                   |
| C. Moksri     | 24                  | 251                 | 217                 | 23                  | 11                  |
| K. Murakami   | 23                  | 50                  | 36                  | 10                  | 4                   |
| N. Shimahata  | 21                  | 21                  | 5                   | 7                   | 9                   |
| M. Shimizu    | 24                  | 111                 | 72                  | 36                  | 3                   |
| R. Sho        | 7                   | 9                   | 5                   | 1                   | 3                   |
| M. Takasou    | 9                   | 6                   | 4                   | 0                   | 2                   |
| N. Tani       | 24                  | 0                   | 0                   | 0                   | 0                   |
| N. Tsuga      | 24                  | 39                  | 31                  | 7                   | 1                   |
| S. Uda        | 24                  | 120                 | 100                 | 13                  | 7                   |
| M. Wada       | 13                  | 0                   | 0                   | 0                   | 0                   |
| H. Yamashita  | 14                  | 10                  | 1                   | 5                   | 4                   |
| H. Yoshiyashu | 20                  | 2                   | 2                   | 0                   | 0                   |

P = presenze; PT = punti totali; AV = attacchi vincenti; MV = muri vincenti; BV = battute vincenti

NB: Non sono disponibili i dati relativi alla Coppa dell'Imperatrice, al Torneo Kurowashiki e di conseguenza quelli totali